# سلطان پاهانگ
سلطان پاهانگ (به انگلیسی: Sultan of Pahang) جایگاه موروثی رئیس ایالت پاهانگ در کشور مالزی است. سلطان عبدالله ابن سلطان احمد شاه، سلطان حال حاضر این ایالت است. او رهبر اسلام و خاستگاه تمام عنوان‌ها، بلند مرتبگی و بزرگ‌منشی در ایالت است. از لحاظ تاریخی، این جایگاه همچنین توسط حکمران سلطان‌نشین پاهانگ قدیم مورد استفاده قرار می‌گرفت.

## فهرست حکمرانان
سلطان دورۀ نوین پاهانگ
1. ‎۱۸۸۱–۱۹۱۴: احمد المعظم شاه
2. ‎۱۹۱۴–۱۹۱۷: محمود شاه
3. ‎۱۹۱۷–۱۹۳۲: عبدالله المعتصم بالله شاه
4. ‎۱۹۳۲–۱۹۷۴: ابوبکر رعایة الدین المعظم شاه
5. ‎۱۹۷۴–۲۰۱۹: احمد شاه المستعین بالله
6. ‎۲۰۱۹–اکنون : عبدالله رعایة الدین المصطفی بالله شاه[۱]